# ماريسلا غونزاليس
ماريسلا غونزاليس (بالإسبانية: Marisela Gonzalez)‏ ولدت في 8 كانون الأول/ديسمبر من العام 1968، هي ممثلة كولومبية،  اشتهرت بعد أدائها لدور فيلينا في فيلم سيد السماوات، كما أنها معروفة أيضا بأدوار المتكررة في التلفزيون خاصة في سلسلة Pasión prohibida(2013) وEn otra piel (2014).

## قائمة أعمالها

### الأفلام
| العنوان             | العام | الدور             | ملاحظات   |
| ------------------- | ----- | ----------------- | --------- |
| سولدادو سين فورتونا | 2002  | بياتا             | فيلم قصير |
| سر الكاباريه        | 2005  | مونيكا / ماتادورا |           |

### التلفزة
| العنوان             | العام      | الدور               | ملاحظات                                               |
| ------------------- | ---------- | ------------------- | ----------------------------------------------------- |
| مونيكا الرائعة      | 1990       | دور غير معروف       |                                                       |
| غواخيرا             | 1996       | ماريا               |                                                       |
| Me muero por ti     | 1999       | فيفا                |                                                       |
| إيزابيل لي لا فيلو  | 2001       | روزا                |                                                       |
| Prisionera          | 2004       | تويرتا              |                                                       |
| Decisiones          | 2005       | مرسيدس              | شاركت في حلقة تحت عنوان: "تحت طائلة المسؤولية?"       |
| لوس رييس            | 2005       | ماريا يوجينيا       | شاركت في الحلقة الأولى فقط                            |
| حب بيرو             | 2010       | ماريا               |                                                       |
| ¿Dónde está Elisa ؟ | 2010       | أدريانا كاستانيدا   | شاركت في 63 حلقة كاملة                                |
| خادمة مانهاتن       | 2011       | ميلينديز            | دور متكرر                                             |
| Grachi              | 2011-2012  | لولو                | شاركت في 69 حلقة كاملة                                |
| Pasión prohibida    | 2013       | فرانسيسكا بيامونت   | شاركت في 64 حلقة كاملة                                |
| En otra piel        | 2014       | سلمى كاراسكو        | شاركت في 152 حلقة كاملة                               |
| سيد السماوات        | 2016–حاليا | يونيس لارا / فيلينا | - دور ثانوي (الموسم 4) - دور رئيسي (الموسم 5 - حاليا) |

## الجوائز والترشيحات
| العام | جائزة                              | الفئة                        | الفيلم       | النتيجة |
| ----- | ---------------------------------- | ---------------------------- | ------------ | ------- |
| 2016  | 5 جوائزك العالمية (الدورة الخامسة) | أفضل فتاة سيئة في مسلسل طويل | سيد السماوات | فوز     |

## وصلات خارجية
- ماريسلا غونزاليس على موقع IMDb (الإنجليزية)
- ماريسلا غونزاليس على موقع قاعدة بيانات الفيلم (الإنجليزية)
- ماريسلا غونزاليس على موقع كينوبويسك (الروسية)